# Лейк-Покотопог (Коннектикут)
Лейк-Покотопог (англ. Lake Pocotopaug) — переписна місцевість (CDP) в США, в окрузі Міддлсекс штату Коннектикут. 